# Ferragni (famiglia)
I Ferragni sono una famiglia di origine cremonese che nel corso dei secoli XIX e XX diede i natali ad alcuni esponenti del mondo politico e scientifico.

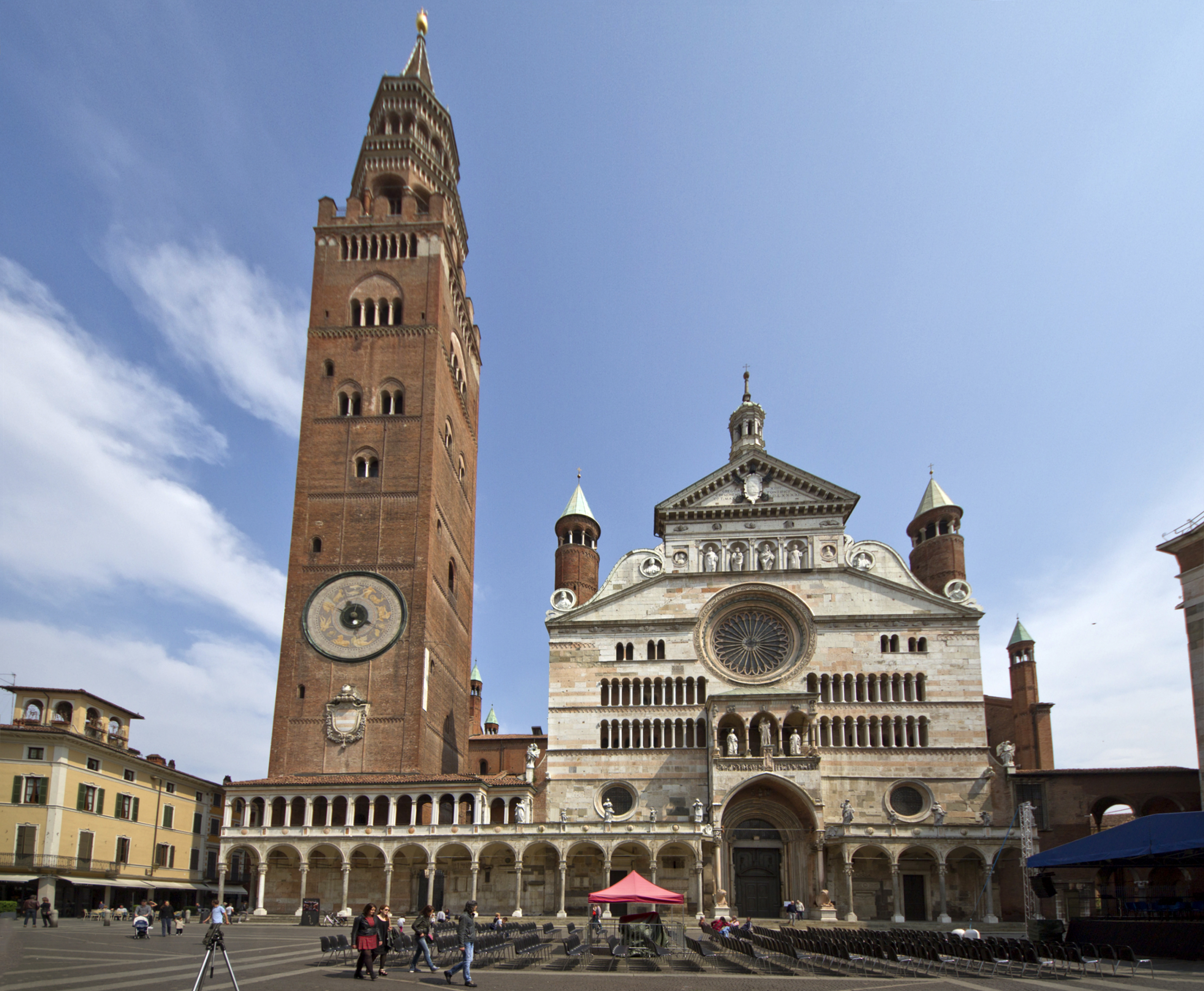
Cremona, piazza del Comune – in fianco al complesso della Cattedrale, tinteggiata in giallo, casa Ferragni, così denominata dal 1792 al secondo dopoguerra

## Dal Settecento al secondo dopoguerra
Capostipite fu Francesco (1729-1785), facoltoso commerciante di droghe attivo in Cremona durante la seconda metà del Settecento e già connesso con l'alta società locale.
A partire dal 1780 l'unione matrimoniale delle sue figlie femmine con componenti di casate aristocratiche cremonesi consolidò il legame della famiglia con l'élite cittadina, mentre nel 1792 i suoi figli maschi acquistarono un complesso di immobili nella centralissima piazza del Comune, cuore dei traffici cittadini, dove fu avviata una drogheria che beneficiò di una posizione privilegiata e sviluppò un mercato redditizio. L’acquisto degli stabili attribuì ai fratelli Ferragni anche la proprietà di botteghe già in essere, fra esse una caffetteria, simbolo per eccellenza del vivere aristocratico, luogo di diffusione e confronto quotidiano per nuovi ideali politici, temi etici e culturali.

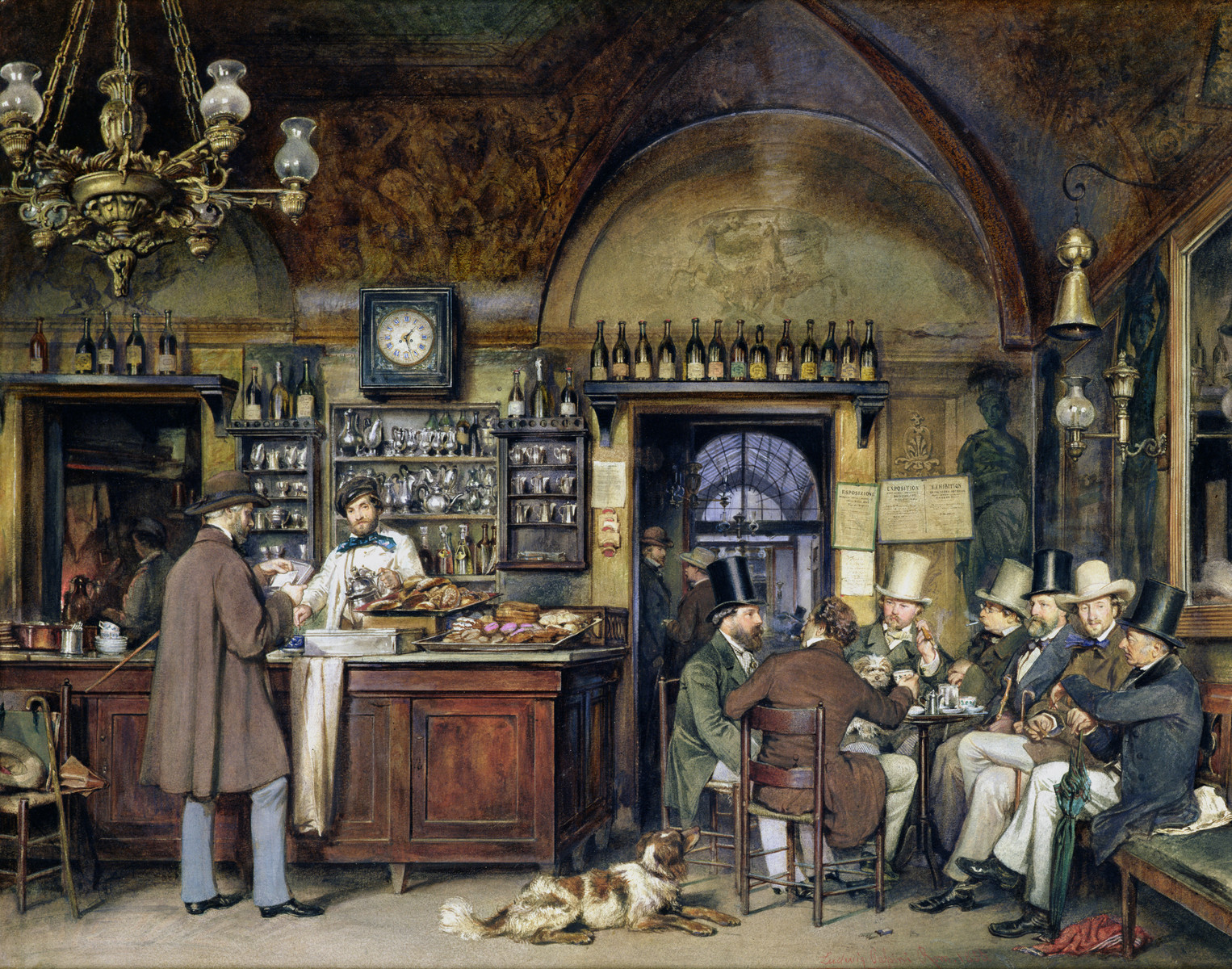
Caffè Greco a Roma, Ludwig Passini

Tra i figli di Francesco Ferragni, il protagonista di questa affermazione professionale fu senza dubbio Luigi (1763-1819), contestualmente coinvolto in operazioni immobiliari che, nel primo decennio dell'Ottocento, gli assicurarono la proprietà di svariate abitazioni nel centro di Cremona e di terreni in provincia. Entrato a pieno titolo nella parte più influente della società locale, dove si andavano divulgando le più innovative forme di pensiero, Luigi si identificò in quella fazione caldeggiante un marcato movimento anti-austriaco, stringendo salde relazioni con gli esponenti della germogliante Carboneria locale e con alcune famiglie di professionisti liberali.
I suoi figli, cresciuti in un ambiente ricco di fermento culturale, condivisero la causa nazionale che sostennero energicamente durante l'intero Risorgimento, ascrivendo la famiglia tra le colonne del movimento patriottico nel territorio cremonese.
Massimi attori furono Francesco (1802-1861) e Gaetano Ferragni (1813-1874), attivi dalle sommosse piemontesi all'Unità d'Italia. Un terzo fratello, Enrico (1803-1868), insorse a partire dai moti del '48 mentre i figli dell'appena citato Francesco si arruolarono giovanissimi nei contingenti garibaldini durante la Seconda e Terza guerra d'Indipendenza.
Anche le sorelle Ferragni contribuirono ad alimentare lo spirito rivoluzionario della famiglia; Carlotta (1804-1866) sposò Gaetano Tibaldi, collaboratore diretto di Giuseppe Mazzini, mentre Angela (1798-1856) fu madre di Diomede Bergamaschi, sacerdote patriota che tra il 1848 e il 1859 fu coordinatore dell'emigrazione clandestina di cospiratori Lombardi in Piemonte attraverso la via Cremona-Piacenza e quindi Stradella-Voghera. In questa fase un secondo figlio di Angela Ferragni, Demetrio Bergamaschi, divenne padre di Leonida Bergamaschi Bissolati, futuro dirigente del movimento socialista e nel 1912 fondatore e leader del Partito Socialista Riformista Italiano.
Fra i familiari più operosi durante il Risorgimento anche il cugino Tito Cadolini (la cui madre Rosa Ferragni era sorella di Luigi), generale dell'Esercito imperiale austriaco che disertò in favore della patria, delineandosi tra gli ufficiali veterani delle Guerre d'indipendenza italiane e assurgendo al comando della piazza di Verona.
In seguito all'armistizio di Villafranca (11 e 12 luglio 1859), che decretò l'annessione della Lombardia al Regno di Sardegna, la famiglia Ferragni, nella figura del suo più autorevole rappresentante Francesco, fu delegata all'organizzazione della cerimonia d'accoglienza in Cremona del nuovo re Vittorio Emanuele II, nonché alla visita cittadina del primo presidente del Consiglio conte di Cavour.

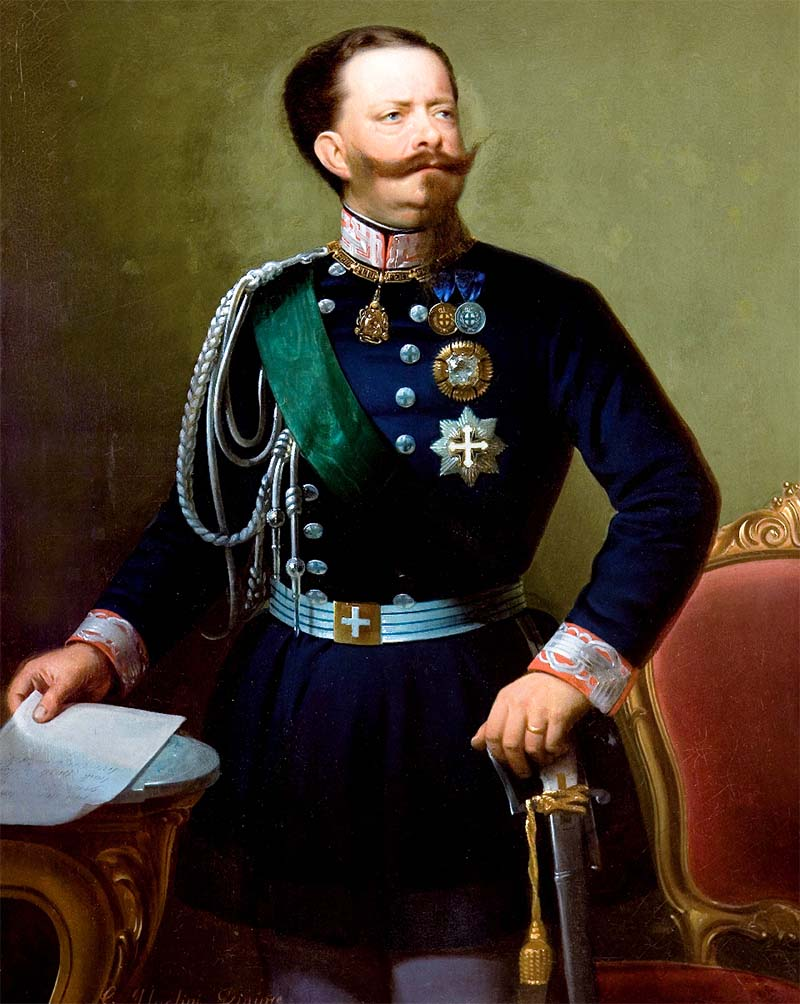
Vittorio Emanuele II di Savoia

### Discendenza di Francesco
Francesco Ferragni ebbe due figli maschi che, come già accennato, presero parte alle battaglie risorgimentali. Il più anziano Ernesto (1827-1882) guerreggiò durante le campagne militari del 1848, 1849 e 1859 mentre il più giovane Alfredo (1842-1883) nel 1860, 1861 e 1866 guadagnandosi la menzione onorevole al valor militare.
Da Ernesto nacque Gustavo (1879-1974), politico e dal 1911 membro di gabinetto del Ministero dei lavori pubblici, da Alfredo nacque invece Emilio (1868-1930), funzionario di Prefettura a Crema, Mantova, Iglesias (dove fu commissario prefettizio), Arezzo, Modena e Cremona.
Per mezzo di rilevanti unioni matrimoniali questa discendenza intrecciò parentele con le casate nobiliari Baroli e Piazzoni, nonché con gli aristocratici Tioli di Mirandola, un tempo fedeli servitori dei nobili Pico.

### Discendenza di Gaetano
Gaetano Ferragni ebbe un solo figlio, Luciano (1853-1911), la cui vita rappresentò la continuazione dell’ideologia che la famiglia caldeggiò durante l'intero Risorgimento.
Leader della locale fazione radicale, erede del mazzinianesimo, fu il primo storico sindaco della sinistra borghese e filo-risorgimentale a Cremona. Progressista e liberale, sostenne riforme innovative che elevarono la città per acume amministrativo e progresso sociale, tratteggiandolo tra i personaggi più carismatici della storia politica cremonese.
Tra i figli di Luciano: Gaetano (1887-1954) maturò competenze pubblico-amministrative dapprima in seno al Partito Radicale e quindi al Partito Socialista con cui fu eletto Senatore della Repubblica, mentre Rosolino (1896-1973), seguace della dottrina Marxista, aderì al movimento rivoluzionario capeggiato da Amadeo Bordiga contribuendo alla scissione socialista del 1921 e alla storica fondazione del Partito Comunista d'Italia, raggruppamento nel quale esercitò incarichi dirigenziali.

### Ramo collaterale di Domenico
Domenico Ferragni (1768-1840), fratello minore del sopraccitato Luigi e suo cooperante nei commerci, fu nonno di Odoardo (1850-1937), paleografo di professione e ornitologo per passione; in entrambi i campi collaborò con studiosi di fama internazionale qualificandosi professionista apprezzato. Da Odoardo, per discendenza paterna in linea diretta, discenderebbe la blogger Chiara Ferragni (1987).
Da un fratello di detto Odoardo, Oronte Ferragni (1857-1924), trasferitosi a Roma durante la realizzazione della linea ferroviaria direttissima Roma-Napoli, si originò un ramo familiare capitolino da cui discende il giornalista e direttore RAI Fabrizio Ferragni (1958).

## Galleria d'immagini

Tito Cadolini (1805-1876), figlio di Rosa Ferragni, patriota
Gaetano Tibaldi (1805-1888), marito di Carlotta Ferragni, patriota
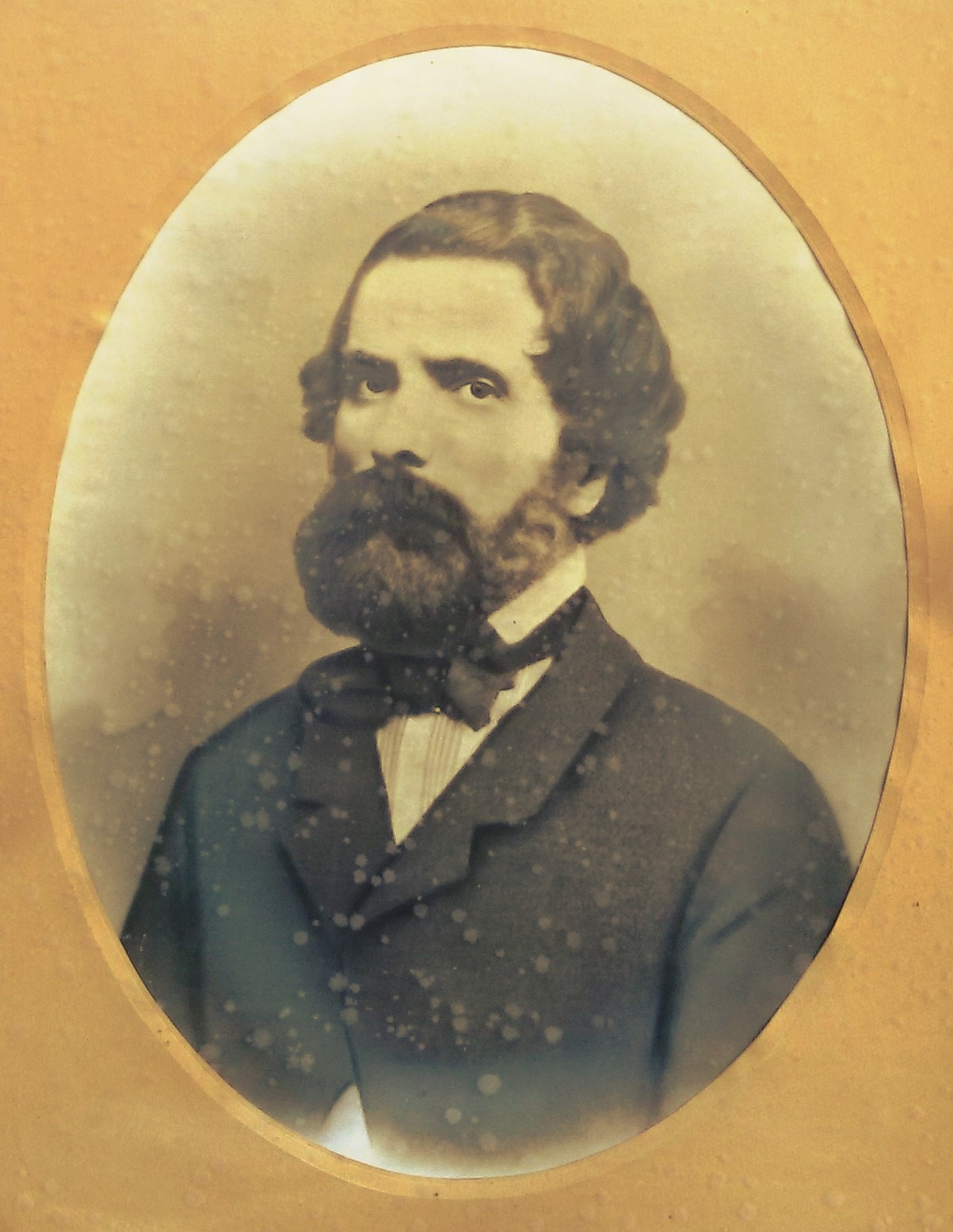
Gaetano Ferragni (1813-1874), patriota
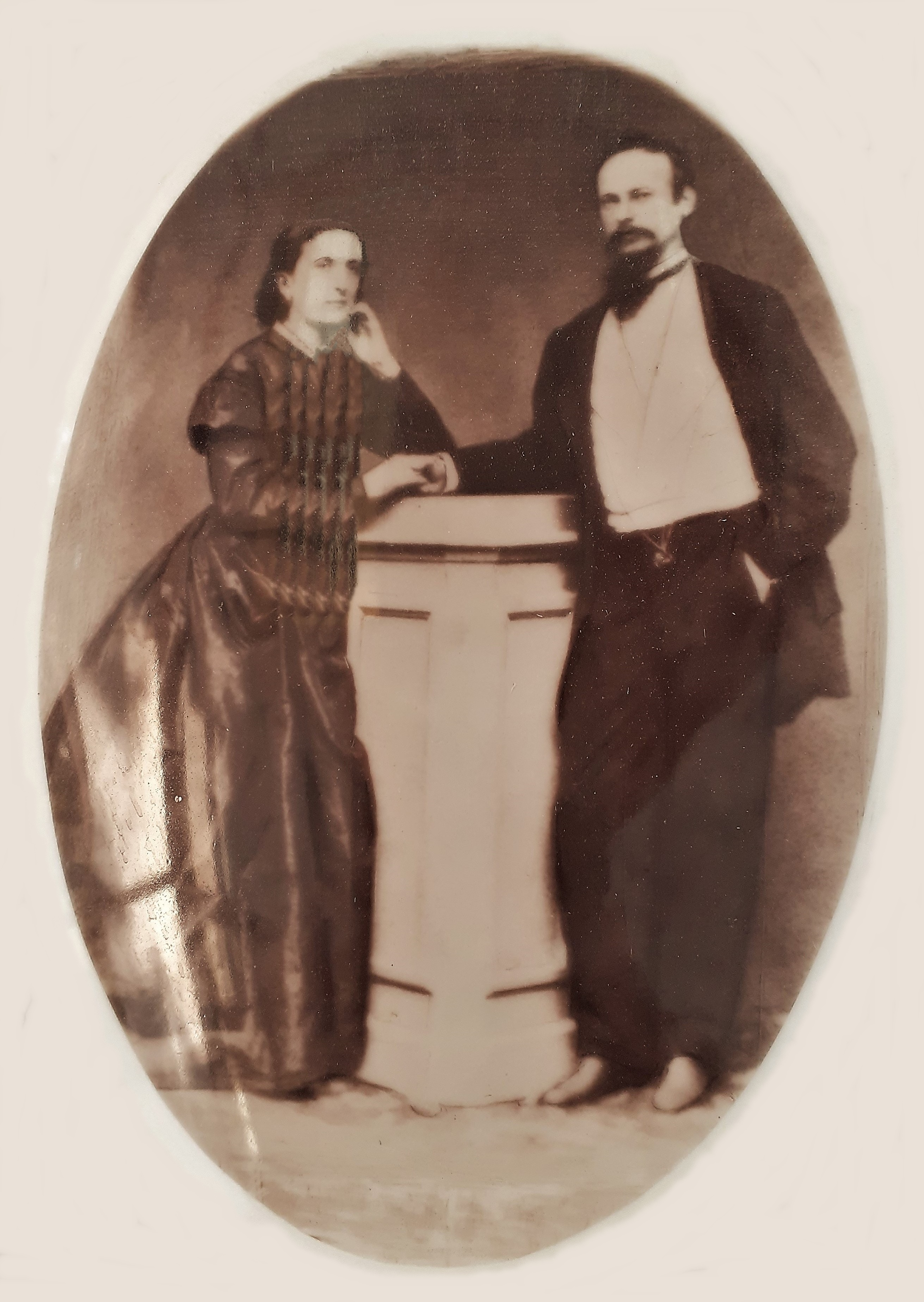
Ernesto Hilcken Ferragni (1827-1882), patriota
Odoardo Ferragni (1850-1937), paleografo e ornitologo
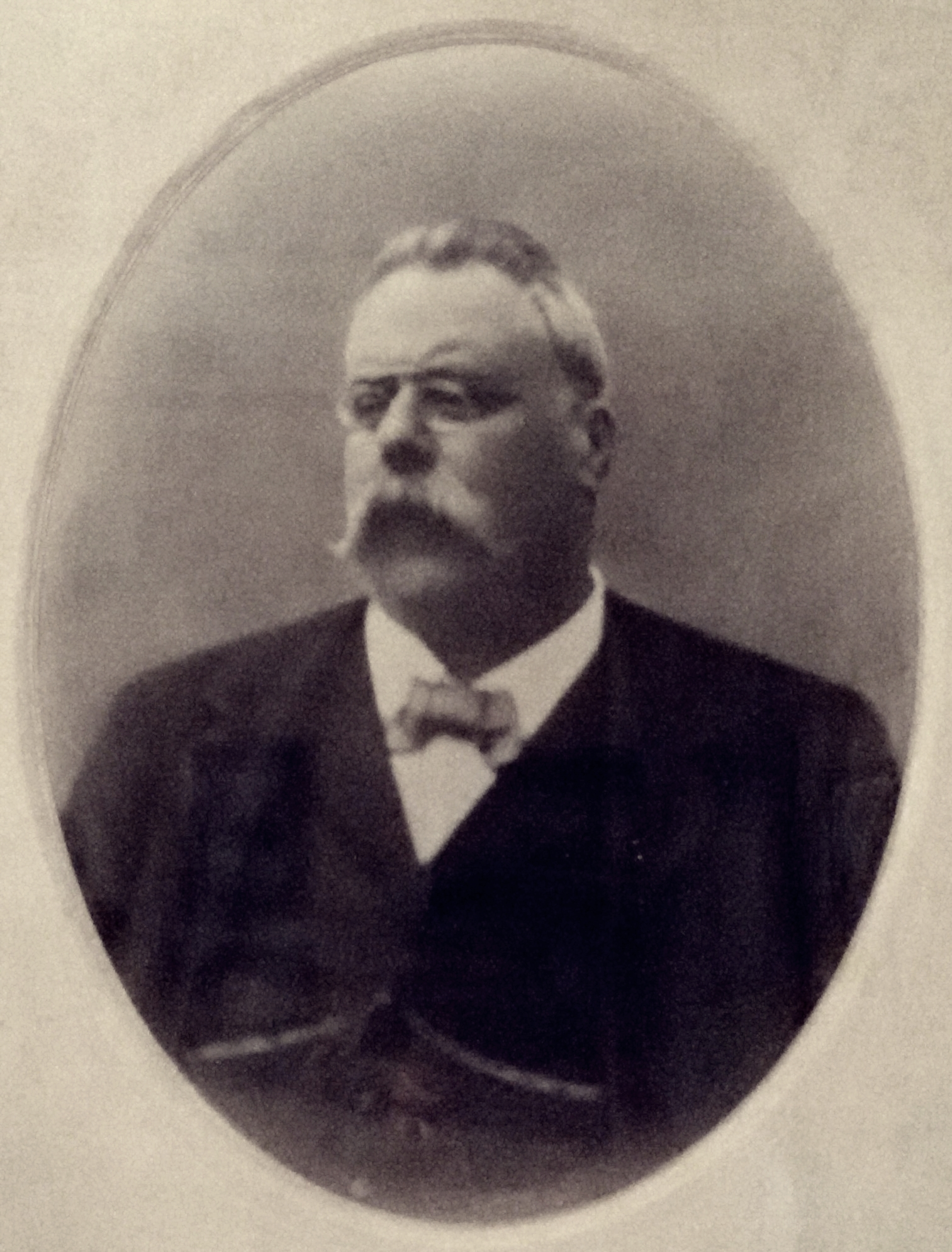
Luciano Ferragni (1853-1911), politico
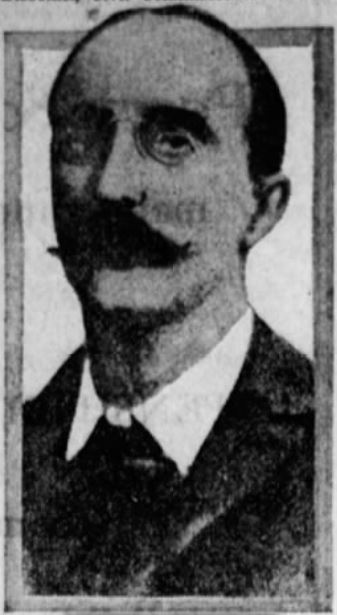
Leonida Bissolati (1857-1920), nipote di Angela Ferragni, politico
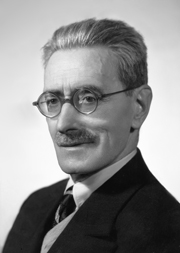
Gaetano Ferragni (1887-1954), politico
Rosolino Ferragni (1896-1973), politico
Fabrizio Ferragni (1958), giornalista, direttore RAI
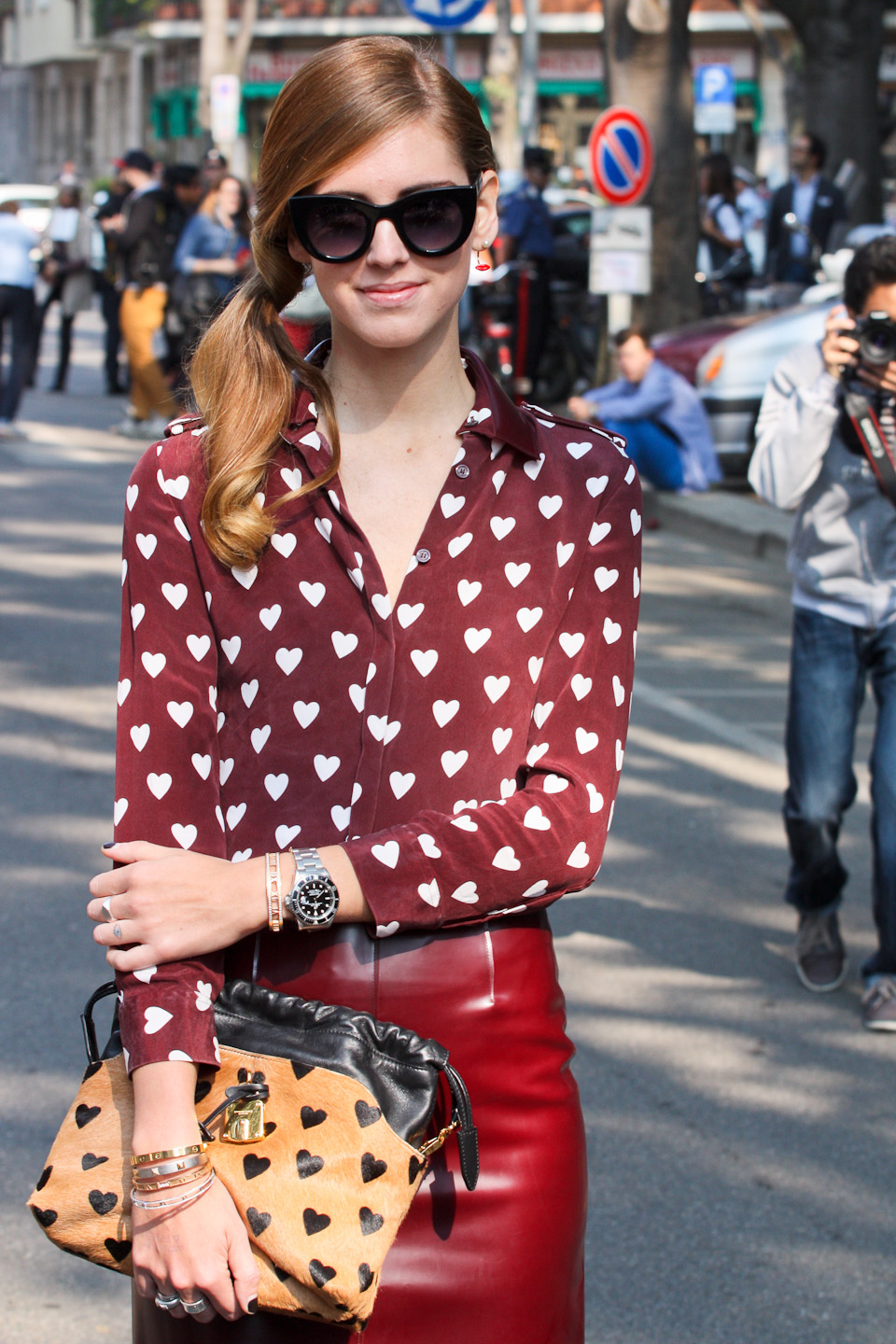
Chiara Ferragni (1987), imprenditrice digitale